# Anton Hübner
Anton Hübner (29. května 1793 Starý Šaldorf – 12. února 1869 Starý Šaldorf) byl moravský a rakouský úředník, regionální historik a politik německé národnosti, během revolučního roku 1848 poslanec rakouského Říšského sněmu.

## Biografie
Jeho otcem byl mlynář Josef Hübner (Hibner) ze Starého Šaldorfu. Anton vystudoval znojemské gymnázium. V letech 1809–1816 studoval filozofii v Brně a práva v Olomouci a Vídni. Působil jako úředník. Od roku 1816 do roku 1828 byl úředník u krajského úřadu ve Znojmě, pak v letech 1828–1829 krajským tajemníkem v Uherském Hradišti. V období let 1829–1833 vykonával funkci koncipisty na moravskoslezském zemském guberniu v Brně. Následně v letech 1833–1839 působil jako krajský komisař, zpočátku na krajském úřadu v Přerově, od roku 1836 v Brně. V letech 1839–1841 pracoval jako koncipista u česko-rakouské dvorní kanceláře ve Vídni a v letech 1841–1849 guberniálním sekretářem zemského gubernia v Brně, pak od roku 1850 okresním hejtmanem v Jihlavě.
Během revolučního roku 1848 se zapojil do politického dění. Byl zvolen i do celoněmeckého Frankfurtského parlamentu za obvod Znojmo. Zde zasedal od května do července 1848. Patřil k sněmovní frakci Württemberger Hof. Ve volbách roku 1848 byl zvolen na rakouský ústavodárný Říšský sněm. Zastupoval volební obvod Znojmo. Uvádí se jako guberniální tajemník. Patřil ke sněmovní pravici. Uvádí se etnicky jako rozhodný Němec, až do sněmu říšského poslanec ve Frankfurtě.
Byl činný též jako regionální historik. Vyšly mu studie Geschichte der St. Wenzelskapelle auf der Wiese unter Znaim (1840), Znaims geschichtliche Denkwürdigkeiten (1843–1854). V rukopisné podobě po něm zůstala práce Denkwürdigkeiten der Königl. Stadt Znaim, kterou roku 1869 uspořádali V. Hübner a M. Netoliczka.
Zemřel v únoru 1869 na sešlost věkem. Pohřben byl na hřbitově v Louce.